# 抑止力
抑止力（よくしりょく、英: deterrence）とは、抑止する力であり、つまり相手に有害な行動を思いとどまらせる力、作用。なにかをしようと思っている者にそれを行うことを思いとどまらせる力。やろうかと思っている活動をやめさせる力。

## 安全保障における抑止力
安全保障分野で抑止力は、一方が他方に軍事力の行使を行えば、被攻撃国は攻撃国に報復攻撃を行い、攻撃国は利得に見合わない損害を被ることをあらかじめ明白に認識させることで、軍事力行使を思いとどまらせることを言う。抑止力にはさまざまな形があるものの、その中核部分は、相手に恐怖を与える威嚇であり、報復の脅しによる「懲罰的抑止」である。相手国が望ましくない行動をすることを思いとどまらせて、現状を維持し変更させないことを目的とする。
抑止力が成立するには、次の3つの要件を満たしている必要がある。
1.相手が耐えがたいまたは受け入れがたい効果的な報復攻撃の能力
2.相手に対する報復の意思の明示
3.相手に1および2を信憑性をもって伝達し、相手がそれらを認識し信頼すること

### 具体例
日米韓3ヶ国と北朝鮮の例
- 北朝鮮に対する日米韓3ヶ国の抑止力 - 日米韓3ヶ国側は、通常戦力の優位性を北朝鮮に示し、またアメリカの核戦力も明示することで、北朝鮮が大規模な挑発的軍事行動に出ることを思いとどまらせる作用を維持している[1]
- アメリカに対する北朝鮮の抑止力 - 北朝鮮側は、同様に、核・ミサイルによる攻撃能力や局地戦能力の高さを宣伝することで、アメリカが北朝鮮に対して軍事介入することを思いとどまらせる作用を成り立たせようとしている[1]。2017年にアメリカのマティス国防長官が記者会見で「北朝鮮問題を軍事的に解決しようとすれば、想像を絶する規模の悲劇が生じる」と指摘した[6]が、これは北朝鮮の報復能力への一定の理解を背景にした発言である[1]。

両方とも上述の「抑止力の3条件」の維持あるいは成立に取り組んでいる。
インドとパキスタンの例
- インドは1974年に、パキスタンは1998年に核実験を行い、両国とも核保有国となり互いに報復を恐れ核兵器の使用は行っていない。なお小規模紛争を抑止することはできず、2000年代に入っても両国の紛争は続いた[7]